# Жан Теодор Лакордер
Жан Теодо́р Лакорде́р (фр. Jean-Théodore Lacordaire; 1 лютого 1801, Ресе-сюр-Урс — 18 липня 1870, Льєж) — французький ентомолог.

## Біографія
Вивчав юридичні науки в Діжоні, потім подорожував з 1825 по 1832 рік Південною Америкою з метою вивчення місцевої фауни; 1835 року був призначений професором зоології в Льєжі.

## Наукова робота
Численні праці Лакордера з систематики жуків дали йому славу одного з найкращих знавців цього ряду комах свого часу. Одна з видатних праць Лакордера — «Histoire naturelle des Insectes. Genera des Coléoptères» (в «Suites à Buffon», 9 т., 1854–1870). Лакордер також надрукував: «Introduction à l'Entomologie» (2 т., Л., 1834 та 1838); «Iconographie de la famille des Erotylines» (П., 1842); «Monographie des Coléoptères subpentamères de la famille des Phytophages» (П., 1842) та багато інших.